# Концевич, Лев Рафаилович
Лев Рафаи́лович Конце́вич (род. 3 сентября 1930, Тамбов) — советский и российский востоковед, кореевед, кандидат филологических наук. Известен прежде всего разработкой системы транслитерации знаков корейского алфавита хангыля на кириллицу (система Концевича), являющейся сейчас де-факто стандартом при переводе корейских слов на кириллицу и с 1970-х годов применяющейся при передаче на русский географических названий Кореи. Отец математика Максима Концевича.

## Биография
Родился в семье служащих Рафаила Станиславовича Концевича и Софьи Николаевны Поповой. Получил образование в Московском институте востоковедения. Окончил аспирантуру Института востоковедения Академии наук СССР, затем работал там младшим научным сотрудником. В 1958—1974 годах работал заведующим отделом культуры и языка и ответственным секретарём научного журнала «Народы Азии и Африки» (ныне «Восток»). В 1973 защитил диссертацию и получил степень кандидата филологических наук. В 1974 году вернулся в Институт востоковедения в качестве старшего научного сотрудника. В 1991—1995 годах работал приглашённым профессором в Южной Корее. В 1995—2003 был ведущим научным сотрудником Международного центра корееведения МГУ (по совместительству). В настоящее время — ведущий научный сотрудник Отдела языков Востока в Институте востоковедения.

## Научная деятельность
Является автором и редактором большого количества исследований, статей и публикаций по востоковедению, а также переводов корейской традиционной литературы. Известен прежде всего разработкой правил транскрибирования с хангыля на кириллицу. Лауреат премии за достижения в области корейского языкознания Научного фонда Тонсун в Сеуле.
Среди наиболее значимых публикаций следует отметить: составление и подготовка к изданию «Избранных работ. Трудов по восточному и общему языкознанию» Е. Д. Поливанова (1991), посмертное издание «Грамматики корейского языка (Теоретический курс)» Ю. Н. Мазура (2001), «Самгук саги» (том 3, совместно с другими, 2002), четыре выпуска альманаха «Российское корееведение» (главный редактор, 2001—2008), справочное пособие «Китайские имена собственные и термины в русском тексте» (2002), разделы корейской классической прозы и поэзии в серии «Библиотеки всемирной литературы» (тома 16 и 18), статьи по корейской мифологии в энциклопедии «Мифы народов мира» (1980—1982), «Корейские предания и легенды из средневековых книг» (1980), составление и перевод (совместно с М. И. Никитиной) со старокорейского антологии «Бамбук в снегу. Корейская лирика VIII — XIX веков (в поэтическом переводе А. Жовтиса)» (1978), сборник Чон Чхоля «Одинокий журавль. Из корейской поэзии XVI века (в поэтическом переводе А. Жовтиса)» (1975/2009) и так далее.
Публикации
- Вопросы текстологии первого памятника корейской письменности «Хунмин чоным». / Автореф. дисс. … к. филол. н. — М., 1973.
- Хунмин чоным (Наставление народу о правильном произношении) / Исследование и пер. с ханмуна Л. Р. Концевича. — (Серия «Памятники письменности Востока». Вып. 58) — М.: Наука, 1979. — 530 с.
- Корееведение: Избранные работы. — М.: Муравей-Гайд, 2001. — 637 с.
- Современное российское корееведение: справочное издание / Сост. Л. Р. Концевич, Т. М. Симбирцева. — (Серия «Российское корееведение в прошлом и настоящем». Т. 3) — М.: ИВ РАН, 2006. — 622 с.
- Избранная библиография литературы по Корее на русском и западноевропейских языках (с XIX века по 2007 год). — (Серия «Российское корееведение в прошлом и настоящем». Т. 6) — М., 2008. — 590 с.
- Мир «Хунмин чонъыма». — (Серия «Российское корееведение в прошлом и настоящем». Т. 10) — М.: ИВ РАН, Первое марта, 2013. — 586 с.
- Словарь географических названий Республики Корея. Справочное пособие. / Ред.: Сон Чжихун, О Донгон.; ИВ РАН. — М.: Наука — Восточная литература, 2018. — 733 с., карты-схемы[2].